# Szadek (gemeente)
De gemeente Szadek is een stad- en landgemeente in het Poolse woiwodschap Łódź, in powiat Zduńskowolski.
De zetel van de gemeente is in Szadek.
Op 30 juni 2004 telde de gemeente 7408 inwoners.

## Oppervlakte gegevens
In 2002 bedroeg de totale oppervlakte van gemeente Szadek 151,96 km², waarvan:
- agrarisch gebied: 73%
- bossen: 21%

De gemeente beslaat 41,16% van de totale oppervlakte van de powiat.

## Demografie
Stand op 30 juni 2004:
| Omschrijving                   | Totaal | Totaal | Vrouwen | Vrouwen | Mannen | Mannen |
| ------------------------------ | ------ | ------ | ------- | ------- | ------ | ------ |
| eenheid                        | aantal | %      | aantal  | %       | aantal | %      |
| inwoners                       | 7408   | 100    | 3703    | 50      | 3705   | 50     |
| bevolkingsdichtheid (inw./km²) | 48,7   | 48,7   | 24,4    | 24,4    | 24,4   | 24,4   |

In 2002 bedroeg het gemiddelde inkomen per inwoner 1223,75 zł.

## Administratieve plaatsen (sołectwo)
Boczki, Borki Prusinowskie, Choszczewo, Dziadkowice, Górna Wola, Góry Prusinowskie, Grzybów, Karczówek, Kobyla Miejska, Kotliny, Krokocice, Lichawa, Łobudzice, Piaski (Wola Przatowska), Prusinowice, Przatów Górny, Reduchów, Rzepiszew, Sikucin, Stary Kromolin, Szadkowice, Tarnówka, Wielka Wieś, Wilamów, Wola Krokocka, Wola Łobudzka.

## Overige plaatsen
Aleksandrów, Antonin, Babiniec, Bobownia, Boczki Kobylskie, Brondy, Cesarska Łaska, Chamentów, Czarny Las, Dziewulin, Dziupel, Folwark, Grabowiny, Henryków, Jamno, Janów, Kąty, Kolonia Boczki, Kolonia Karczówek, Kolonia Krokocice, Kolonia Ogrodzim, Kolonia Sikucin, Kolonia Tarnówka, Kolonia Wilamów, Kornaty, Kotlinki, Łodzia, Marcelin, Nagrobla, Nowe Boczki, Nowy Kromolin, Ogrodzim, Osiny, Ośrodek, Parcela, Probostwo, Przatów Dolny, Przatówek, Przybyłów, Pustki, Resztówka, Rzepiszew-Kolonia A, Rzepiszew-Kolonia B, Rzeszówka, Stare Boczki, Starostwo-Szadek, Struga, Szadkowice-Ogrodzim, Tomaszew, Uniejewska Szosa, Wardęga.

## Aangrenzende gemeenten
Łask, Warta, Wodzierady, Zadzim, Zduńska Wola